# Kävlingetrampen
Kävlingetrampen är en årlig cykeltävling med start och mål vid Ljungvalla IP i Furulund utanför Kävlinge. 
Tävlingen är uppdelad på tre olika distanser där man väljer att antingen cykla Kävlingetrampen (75 eller 35 kilometer) eller KKB (Kävlinge Kommunala Bostads AB)-rundan på 10 kilometer. År 2006 gick tävlingen av stapeln lördagen den 2 september och starten skedde mellan klockan 07:30 och 09:30.

## Kävlingetrampen 75 km (2006)
Furulund - Kävlinge - Marieholm - N Skrävlinge - Torrlösa - Bialitt - Röstånga - Billinge - Hasslebro - Öslöv - Västra strö - Trollenäs - Remmarlöv - Kävlinge - Furulund

## Kävlingetrampen 35 km (2006)
Furulund - Kävlinge - Marieholm - Trollenäs - Remmarlöv - St Harrie - Kävlinge - Furulund

## KKB-rundan 10 km (2006)
Furulund - Lilla Ro - Rinnebäck - Kävlinge - Furulund

## Historia
2006 års upplaga var den 32:a i ordningen.